# (33361) 1999 AU25
1999 أي يو 25 (ويعرف أيضًا باسم (33361) 1999 أي يو 25 وفق تسمية الكوكب الصغير) (بالإنجليزية: 1999 AU25)‏ هو كويكب ضمن حزام الكويكبات؛ وترتيبه 33361 من حيث الاكتشاف.
اكتُشف هذا الجُرم الفلكي بواسطة OCA–DLR Asteroid Survey ‏ في 15 يناير 1999.

## وصلات خارجية
- (33361) 1999 AU25 في قاعدة بيانات مختبر الدفع النفاث لأجرام النظام الشمسي الصغيرة

- الاكتشاف · مخطط المدار ·  العناصر المدارية · المعلمات المادية

- (33361) 1999 AU25 على موقع ويكي سكاي: DSS2, SDSS, GALEX, IRAS, Hydrogen α, X-Ray, Astrophoto, Sky Map, Articles and images